# Александр Коринфский
Александр Коринфский (др.-греч. Ἀλέξανδρος; умер около 249 до н. э.) — правитель Коринфа в III веке до н. э. из рода Антигонидов.

## Биография
Александр — сын Кратера — после смерти отца стал македонским наместником Коринфа. Впоследствии Александр, получив финансовую поддержку от царя Египта Птолемея II Филадельфа, выступил против своего племянника — царя Македонии Антигона II Гоната и принял титул басилевса. Время начала мятежа Александра упоминается у Гнея Помпея Трога — между 265 и 251 годами до н. э. И. Г. Дройзен считал, что это событие произошло во время Хремонидовой войны, но Тарн относил его ко второй половине 50-х годов III века до н. э.
Александр провозгласил себя царём не только Коринфа, но и Эвбеи. До нас дошло благодарственное постановление эвбейского города Эретрия в честь некоего Арридея, македонянина, бывшего доблестным человеком в отношении к царю Александру, благодетеля народа эретрийского. Этот Арридей мог быть одним из тех, кто в начале 270-х годов до н. э. конкурировал с Антигоном II в борьбе за трон Македонии.
Потеря Коринфа и Эвбеи серьёзно ослабили позиции Македонии в Греции. Александр же смог добиться расположения Ахейского союза. Правитель Коринфа выслал против Афин, союзника Антигона, пиратские корабли, однако афинский стратег Гисраклит оказал тем достойное сопротивление. Чтобы сокрушить Афины, Александр предложил аргосскому тирану Аристомаху заключить сепаратный мир, но Аристомах отказался, и выплатив Александру какие-то деньги, содействовал заключению общего мира с участием Афин. Занятый в это время борьбой с Птолемеем II на Кикладах Антигон II не смог защитить своих союзников.
Примерно в 249 году до н. э. Александр Коринфский умер. Предположительно, он был отравлен Антигоном II. Вдова Александра Никея какое-то время удерживала власть над Коринфом, но после смерти Птолемея II согласилась выйти замуж за Деметрия Этолийского, сына и наследника Антигона. В 244 году до н. э. во время брачных торжеств Антигон II хитростью овладел Акрокоринфом и восстановил свой контроль над городом, вручив власть полководцам Архелаю и Феофрасту, а также своему другу — философу Персею. Однако уже в 243 году до н. э. Коринф был захвачен Аратом Сикионским.